# 目黒貞治
目黒 貞治（めぐろ ていじ、1852年8月29日（嘉永5年7月15日）- 1917年（大正6年）5月21日）は、明治から大正初期の農業経営者、政治家。衆議院議員。旧姓・伊藤。

## 経歴
出羽国秋田郡浦山村（秋田県南秋田郡金足村を経て現秋田市金足浦山）で、酒造業の伊藤家に生まれた。漢学、法律学を修めた。21歳で秋田郡滝川村（南秋田郡男鹿中村を経て現男鹿市男鹿中字滝川）の地主・目黒小平の婿養子となる。1878年（明治11年）6月、養父の死去に伴い家督を相続し、農業を営む。
滝川村地主総代、勧業試験場担当人、地価評定会議員を務めた。1880年（明治13年）10月、秋田県会議員に選出され5期務め、1892年（明治25年）12月まで在任。この間、同常置委員、勧業諮問会委員、徴兵参事員、畜産会協議員会長、公立秋田病院長などを務めた。また、船川街道の改修について建議書を発案し、その経費を国庫・監獄費からの流用で確保した。
1894年（明治27年）3月、第3回衆議院議員総選挙（秋田県第1区）で初当選し、同年9月の第4回総選挙でも再選された。1902年（明治35年）8月、第7回総選挙で当選したが、同年12月4日、大審院で衆議院議員選挙法違犯被告事件の上告棄却の判決を受け当選無効となった。衆議院議員に通算3期在任した。この間、奥羽鉄道敷設委員などを務めた。
また、1879年（明治12年）南秋田郡仁井山村（現:男鹿市船川港仁井山）久貫山の杉林が官有とされ、藩政時代に郷有と認められ地元民で植林したものであったので、目黒はこの返還訴訟の代理人となり、1896年（明治29年）2月に行政裁判所に提訴し、1902年（明治35年）6月に勝訴するまで担当した。
1917年5月、東京市牛込区下戸塚の借家で脳卒中のため死去した。

## 国政選挙歴
- 第1回衆議院議員総選挙（秋田県第1区、1890年7月、自由党）落選[5]
- 第2回衆議院議員総選挙（秋田県第1区、1892年2月、自由党）落選[5]
- 第3回衆議院議員総選挙（秋田県第1区、1894年3月、中立倶楽部）当選[5]
- 第4回衆議院議員総選挙（秋田県第1区、1894年9月、無所属）当選[6]
- 第5回衆議院議員総選挙（秋田県第1区、1898年3月、自由党）落選[6]
- 第6回衆議院議員総選挙（秋田県第1区、1898年8月、憲政党）落選[6]
- 第7回衆議院議員総選挙（秋田県郡部、1902年8月、立憲政友会）当選[7]。同年12月4日、当選無効[8]。

## 親族
- 妻 目黒ミワ（養父長女）[9]